# 台湾鉄路管理局EMU100型電車
EMU100型電車（EMU100がたでんしゃ）は、台湾鉄路管理局（台鉄）の中長距離用交流電車。1978年8月15日より自強号として営業運転を開始した台鉄初の電車である。イギリス製であることから、台湾の鉄道ファンには英国の少女、英国の貴婦人、英国婆仔/英国婆（イギリスレディ）と呼ばれていた。

## 概要

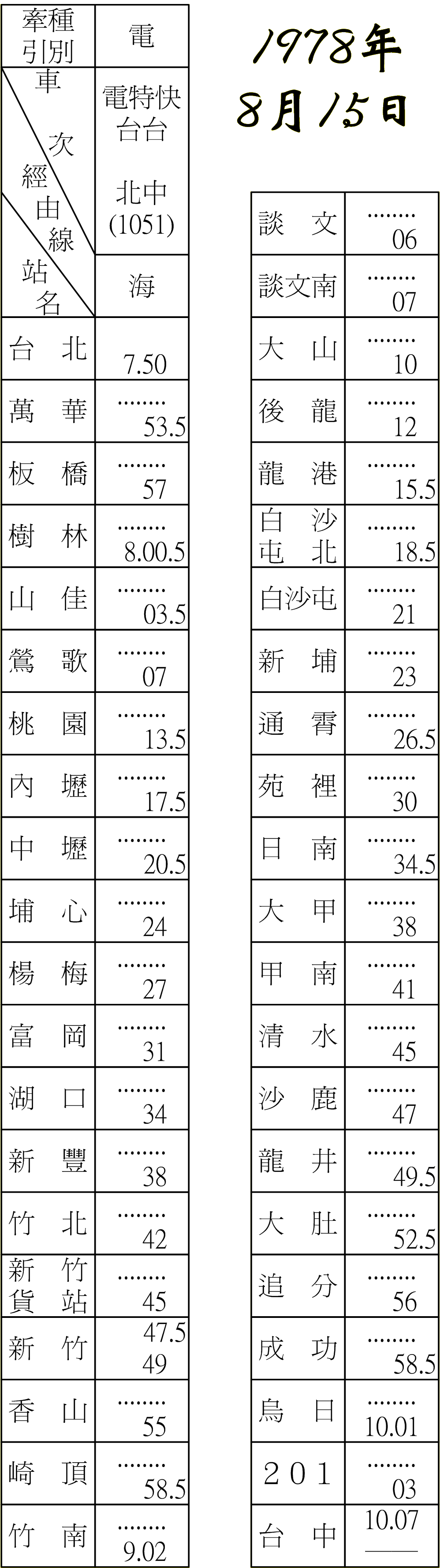
EMU100型列車の初期の運転時刻表

台湾では1977年に西部幹線の電化に合わせ、台鉄はアメリカのゼネラル・エレクトリック社からE200型、E300型電気機関車を導入すると同時に、イギリスのゼネラル・エレクトリック・カンパニー（GEC：現在はアルストムに吸収）よりE100型電気機関車と13編成65両のEMU100型電車を導入することになった。
EMU100型はGECとブリティッシュ・レール・エンジニアリング(BREL、イギリス国鉄の車両製造部門）の手によって1977年2月よりヨークのBRELホルゲート･ロード工場で製造、1978年1月から10月にかけて船便で台湾に到着し、試運転の後に1978年8月15日、から初代「自強号」用の列車として正式に営業運転を開始し、それまでDR2700型気動車で運転されていた光華号を置き換えた。
しかし列車運行開始から1ヶ月も経たずに空調やモーターの故障や、電源車の主変圧器の重量オーバー、台車の強度不足など列車の安全運行に支障が現れた。このためEMU100型はいったん全車とも運行を中止し，台鉄とBRELによる整備が行われたうえで4ヶ月後の1979年1月2日より営業運転を再開し、同年7月1日の西部幹線全線電化完成に間に合わせた。時速120キロで台北駅と高雄駅の間を4時間10分で走破し、DR2700型気動車での光華号の記録を更新することとなった。

## 設計

### ユニット組成
EMU100型は1編成5連で、ユニット比は1M4T。通常は2編成併結の10連だが、3編成併結の15連での運用もあった。高雄方より台北方に向かって、制御車のEP100型、中間電動車のEM100型、中間付随車ET100型2両、制御車のED100型となっている。

### 車体
EMU100型の車体はイギリス国鉄のインターシティ列車に使用されるマーク2客車をベースとしている。材質は普通鋼で車体裾を絞った断面形状で、塗装は黄色、クリーム色と褐色の三色の組み合わせとなっていたが、1981年3月8日に発生した頭前渓事故をきっかけに視認性向上が必要となったため、前頭部がオレンジと黄色の警戒色に改められたが、うち2編成が2009年8月15日のリバイバル運転時以降登場時の塗装に戻された。後にEMU200型とEMU300型も同様の塗装が施されることになった。
各号車に手動ドア1か所を備える。客室前方両側に非常口が設置され、事故の際の迅速な避難ができるようになっている。当時は小型化に限度のあった空調機器が通路上に置かれていたり、1ドアのため乗降に時間がかかっていたため、後継のEMU200型、EMU300型では空調設備は天井に設置された。

### 客室設備
座席にはフランスのコパン(Compin)社製のリクライニングシートが各列2+2で配置されている。シートピッチは1,150ミリで角度と向きを変えられる。座席上方には乗務員呼び出しボタンも設置されていたが、台鉄の人件費削減によりサービスが休止された。
後日台鉄は1991年7月6日日本のグリーン車に似た商務車（ビジネスクラス）の運用を試み、幅を広げた2+1列の座席配置と公衆電話の設置などの改装を行ったが、1992年3月31日いっぱいで商務車は運用終了となり、元の配置に戻された。

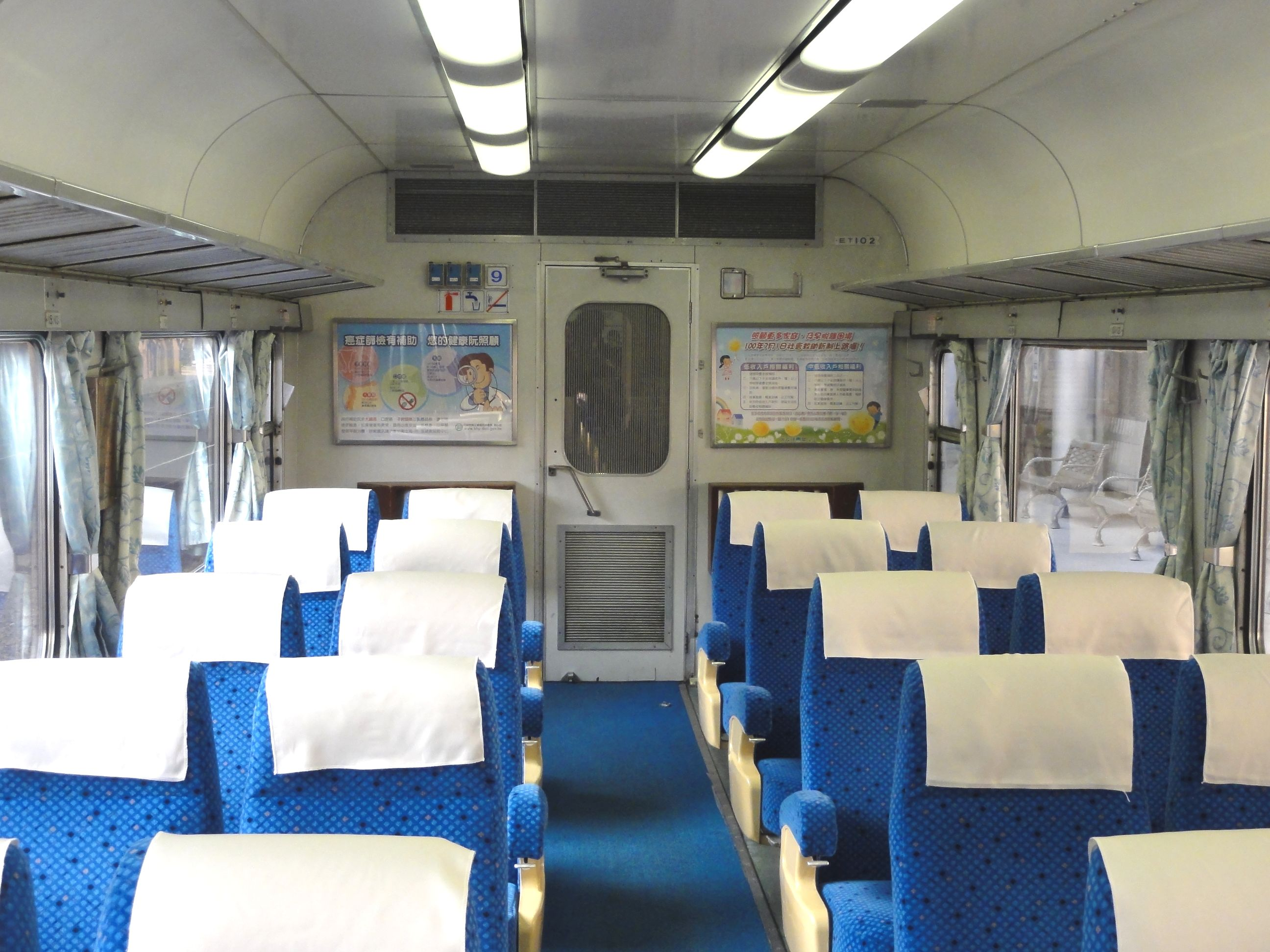
車内
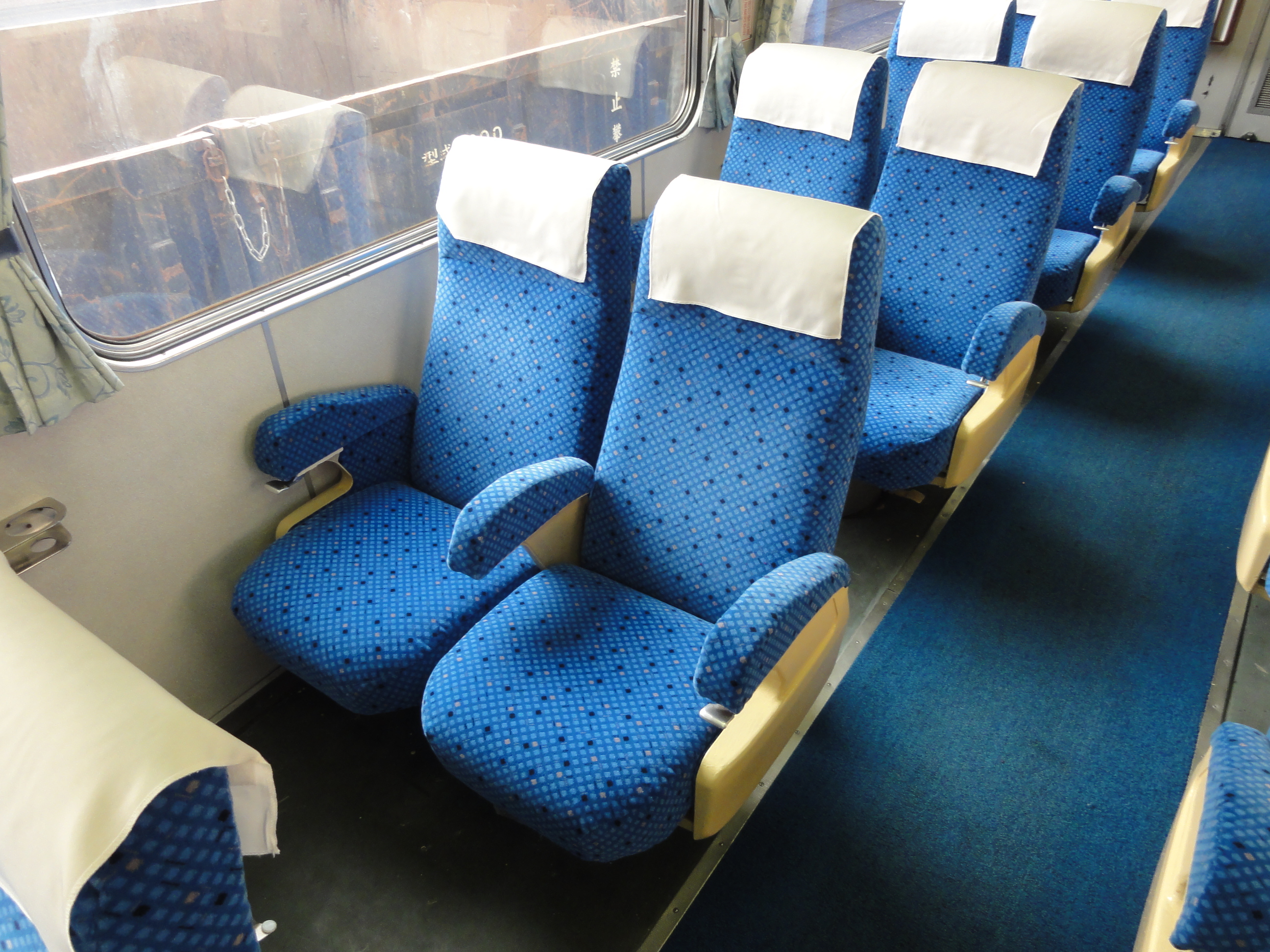
座席
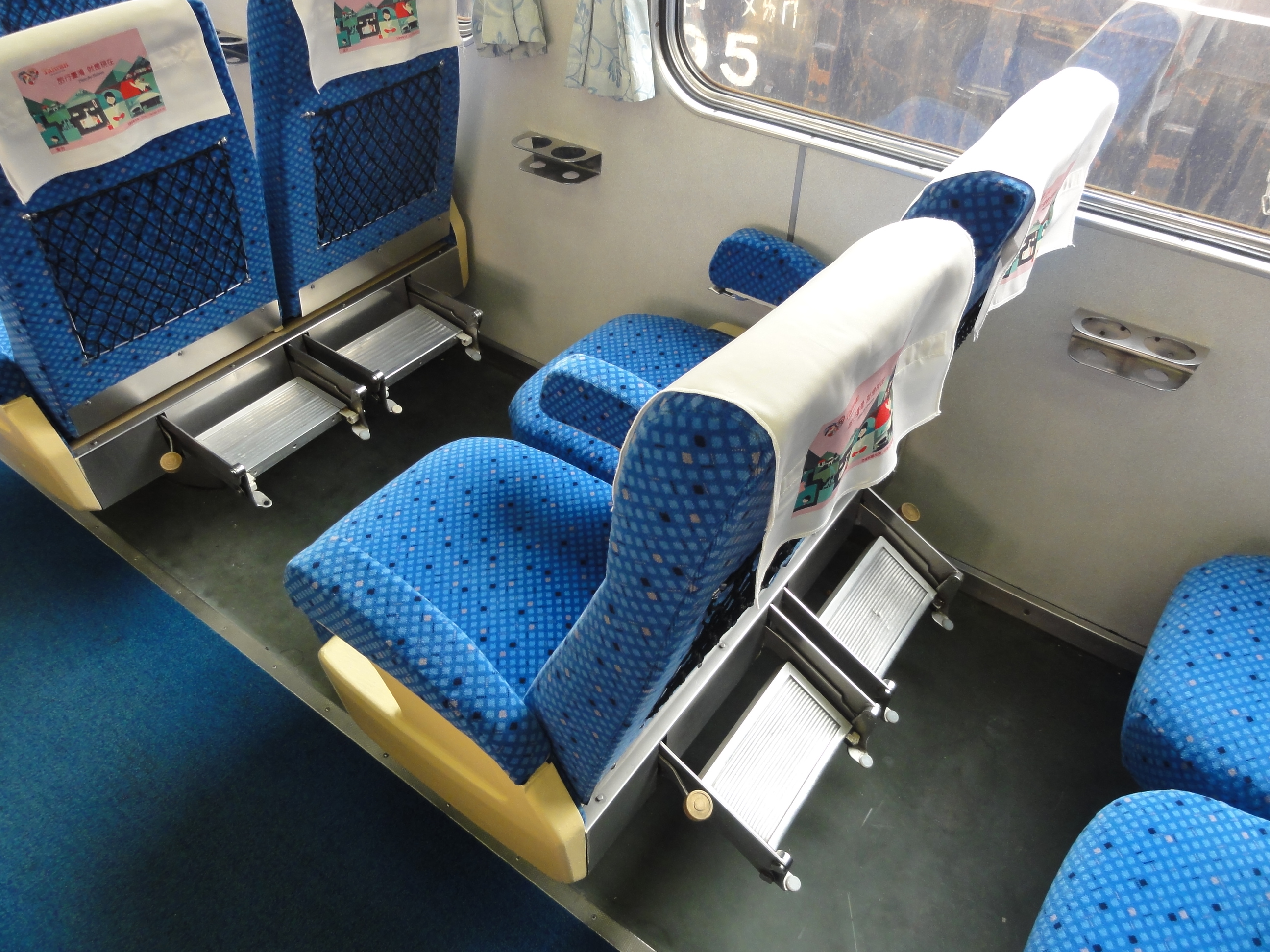
座席背面

### 主電動機
GEC製の出力1275キロワットの直流直巻電動機で、吊掛駆動方式が採用されている。
電動車が1両しか連結されておらず、主電動機が故障した場合自走できなくなり補助機関車で救援されることが多かったため、後継のEMU200型とEMU300型では冗長性確保のため電動車は2両連結となった（2M1T）。

### 台車
ブリティッシュ・レール・エンジニアリング会社製のB.R BX1型シェブロン式台車を装着している。

### 制動装置
ウェスティングハウス・ブレーキ・アンド・シグナル製の電気式及び空気式ブレーキを採用。

### 集電装置
50EP100形に1基搭載する。登場時は下枠交差型であったが、2000年以降はシングルアーム式に交換されている。

### 保安裝置
登場時は自動列車警報装置（AWS）と自動列車停止装置（ATS-SNおよびATS-P）を備えていたが、幾度の列車事故を経て台鉄は2006年にETCSレベル1に相当するボンバルディア社製の列車自動保護系統（ATP）と列車無線を導入し、元のAWSは撤去された。

## 形式概要
EMU100型は1編成5連だが、実際の運用は2編成10連でなされ、多客期には3編成15連での運転もされた。
50EP100型
高雄方制御車(日本風に言えばクハ)でパンタグラフ付き。全13両。
55EM100型
中間電動車(モハ)。全13両。
40ET100型
中間付随車(サハ)。全26両。
40ED100型
台北方制御車。50EP100形とは異なりパンタグラフは非搭載。全13両。
|              | EMU100← （逆行）（順行） → |             |             |             |              |
| 号車         | 1                          | 2           | 3           | 4           | 5            |
| パンタグラフ | ＞                         |             |             |             |              |
| 形式         | 50EP100 (Tc)               | 55EM100 (M) | 40ET100 (T) | 40ET100 (T) | 40ED100 (Tc) |
| その他設備   | WC                         | WC          | WC          | WC          | 乗           |
| 搭載機器     | MA-set                     | CONT        |             |             | MA-set       |
| 定員         | 44人                       | 52人        | 52人        | 52人        | 44人         |

範例
- CONT：主控制裝置（抵抗器）
- MA-set：モーター交流発電ユニット
- WC：便所
- 乗：乗務員室

参考資料：

## 編成一覧

台北機廠の展示車両

EP100型のEP112は、ED100型が複数事故廃車となり不足することになったため、パンタグラフ等を撤去した上で、50EPD112に形式変更された。また2009年の定期運用離脱の際に、50EP108、40ED105、50EP111、40ED106が登場時の塗装に戻された。
現在では、3編成15両が運用可能な状態である他は、全て休車または廃車されている。内訳は以下の通り。
運用編成
| 編成番号      | ← 高雄、台南、台中台北、基隆、花蓮 → | ← 高雄、台南、台中台北、基隆、花蓮 → | ← 高雄、台南、台中台北、基隆、花蓮 → | ← 高雄、台南、台中台北、基隆、花蓮 → | ← 高雄、台南、台中台北、基隆、花蓮 → | ← 高雄、台南、台中台北、基隆、花蓮 → | ← 高雄、台南、台中台北、基隆、花蓮 → | ← 高雄、台南、台中台北、基隆、花蓮 → | ← 高雄、台南、台中台北、基隆、花蓮 → | ← 高雄、台南、台中台北、基隆、花蓮 → |
| 編成番号      | 50EP100                              | 55EM100                              | 40ET100                              | 40ET100                              | 40ED100                              |                                      |                                      |                                      |                                      |                                      |
| 1             | EP101                                | EM101                                | ET123                                | ET126                                | ED112                                |                                      |                                      |                                      |                                      |                                      |
| 2             | EP106                                | EM109                                | ET125                                | ET102                                | ED111                                |                                      |                                      |                                      |                                      |                                      |
| 3(塗裝復元車) | EP108                                | EM112                                | ET105                                | ET108                                | ED105                                |                                      |                                      |                                      |                                      |                                      |

休車編成
50EP110のみ七堵調車場に、残りの車両は、2012年に台北機廠と縦貫線の連絡線が寸断される前に台北機廠に回送され、現在も構内に留置されている。
| 編成番号    | ← 高雄、台南、台中台北、基隆、花蓮 → | ← 高雄、台南、台中台北、基隆、花蓮 → | ← 高雄、台南、台中台北、基隆、花蓮 → | ← 高雄、台南、台中台北、基隆、花蓮 → | ← 高雄、台南、台中台北、基隆、花蓮 → | ← 高雄、台南、台中台北、基隆、花蓮 → | ← 高雄、台南、台中台北、基隆、花蓮 → | ← 高雄、台南、台中台北、基隆、花蓮 → | ← 高雄、台南、台中台北、基隆、花蓮 → | ← 高雄、台南、台中台北、基隆、花蓮 → |
| 編成番号    | 50EP100                              | 55EM100                              | 40ET100                              | 40ET100                              | 40ED100                              |                                      |                                      |                                      |                                      |                                      |
| 1           | EP102                                | EM108                                | ET120                                | ET117                                | ED113                                |                                      |                                      |                                      |                                      |                                      |
| 2           | EP103                                | EM104                                | ET103                                | ET110                                | EPD112                               |                                      |                                      |                                      |                                      |                                      |
| 3           | EP104                                | EM111                                | ET107                                | ET109                                | ED101                                |                                      |                                      |                                      |                                      |                                      |
| 4           | EP105                                | EM113                                | ET114                                | ET115                                | ED104                                |                                      |                                      |                                      |                                      |                                      |
| 5           | EP107                                | EM106                                | ET106                                | ET111                                | ED103                                |                                      |                                      |                                      |                                      |                                      |
| 6           | EP110                                | EM102                                | ET104                                | ET122                                | ED107                                |                                      |                                      |                                      |                                      |                                      |
| 7(復古塗裝) | EP111                                | EM105                                | ET124                                | ET112                                | ED106                                |                                      |                                      |                                      |                                      |                                      |
| 8           | EP113                                | EM107                                | ET121                                | ET118                                | ED109                                |                                      |                                      |                                      |                                      |                                      |

事故廃車（重大事故も参照の事）
- 40ED110：1981年3月8日、頭前渓橋における脱線事故により廃車。
- 40ED102、40ET101：1991年11月15日、造橋事故により廃車。
- 40ED108：1994年3月18日、大肚北付近での衝突事故により廃車。
- 55EP109：1994年6月22日、貨物列車への追突により廃車。

上述事故の関連で廃車された車両
- 40ET116：樹林調車場から台北機廠に移送され、留置中。
- 40ET113T、40ET119、55EM110、55EM103：廃車後、新竹貨物駅北側に移送され、2012年7月16、17日の2日間で解体。

土地公廟
- 40ET115：2017年に台北機廠から桃園市の富岡基地へ搬送され[7]、富岡基地造成時に移転を余儀なくされた3つの土地公を祀る祠として活用される[8]。

## 重大事故
EMU100型の営業最高時速は120キロで、ブレーキでの停車距離が時速100キロの莒光号より長いため営業運転以来踏切に絡む事故が多く、計5両が廃車された。

### 重大事故一覧
- 1979年10月1日0:11分（事故当時は夏時間を採用していた。現在の台湾標準時では、9月30日23:11分）、自強号1009次(南行)が左営駅で信号冒進により貨物列車641次に追突。13人重傷、7人軽傷[註 2]。事故車は復旧されている。
- 1981年3月8日：自強号1002次(北行)が新竹県頭前渓（中国語版）橋梁前の踏切で立ち往生していたトラックに衝突、脱線転覆して頭前渓の河床に転落。1両が橋梁と河床の間で宙づりになった。トラックの運転手と乗客31人が死亡、130人が負傷する大惨事となった。この事件は頭前渓橋事故（中国語版）と呼ばれ、事故によりED110が廃車となった。事故後，EMU100型の両先頭車（EPとED）は全て警戒色に塗り替えられた。
- 1991年11月15日：自強号1006次(北行)とキョ光号1次(南行)が造橋駅手前の134信号場[註 3]でATS/ATW車上子故障により信号を冒進し、停車中のキョ光号1次の側面に衝突、30人が死亡し112人が負傷する大惨事となった。事故によりED102とET101の2両が廃車。
- 1994年3月18日：自強号1008次(北行)が大肚駅-龍井駅間の踏切でトレーラーと衝突、前3両が脱線し、9人(運転士1名含む)が死亡、24人が重軽傷を負った。事故によりED108が廃車。
- 1994年6月22日：自強号1009次(南行)が新竹駅で信号冒進により入線中の貨物列車の側面に衝突。事故によりEP109が廃車。

## 運用
EMU100型電車は、全車七堵機務段に配置されていたが、近年では老朽化と後継車の導入で、2009年に定期運用から離脱し、以後は日曜日限定で1往復自強号として使用されたほか、多客期に定期自強号の需要が逼迫した時の臨時列車や、定期自強号の運用予定車両が使用出来ない場合の代車として運用されていた。
また、台北機廠の職員専用通勤列車として台北機廠と松山駅間を往復する運用にも就いていた。
しかし、2012年1月31日をもって台北機廠と松山駅間の連絡線（機廠側線）が寸断されることとなり、その日に運転された職員用通勤列車に運用されたのを最後に、全車運用から離脱した。
このほか、2009年8月15日の当列車営業運転満31周年の日に、運転士の親睦会（火車駕駛聯誼會、通称：火聯会）主催で臨時記念列車が運転された。

## 定期列車引退後

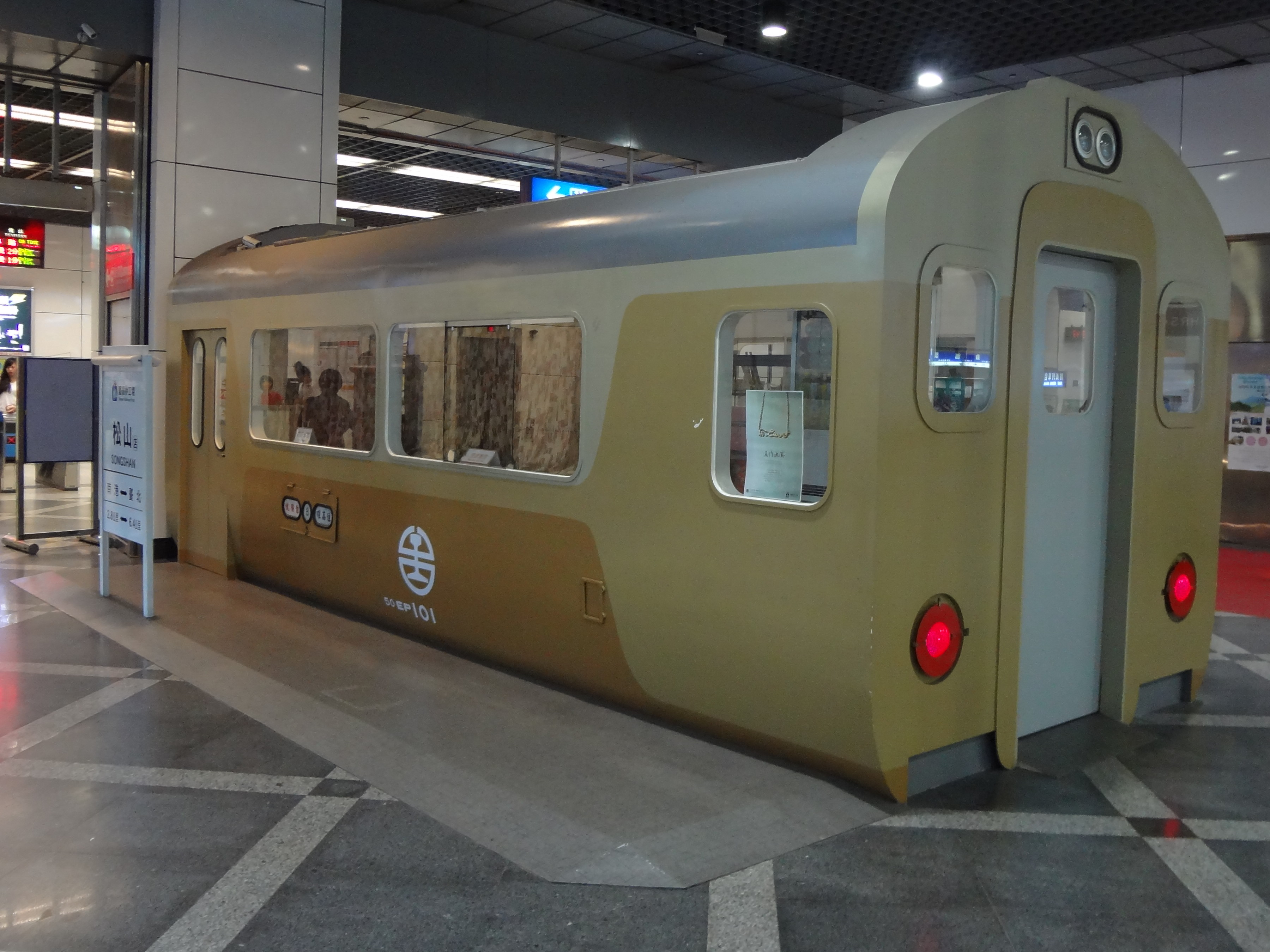
松山駅に設置された台鉄夢工場のモック型店舗（2014年4月）

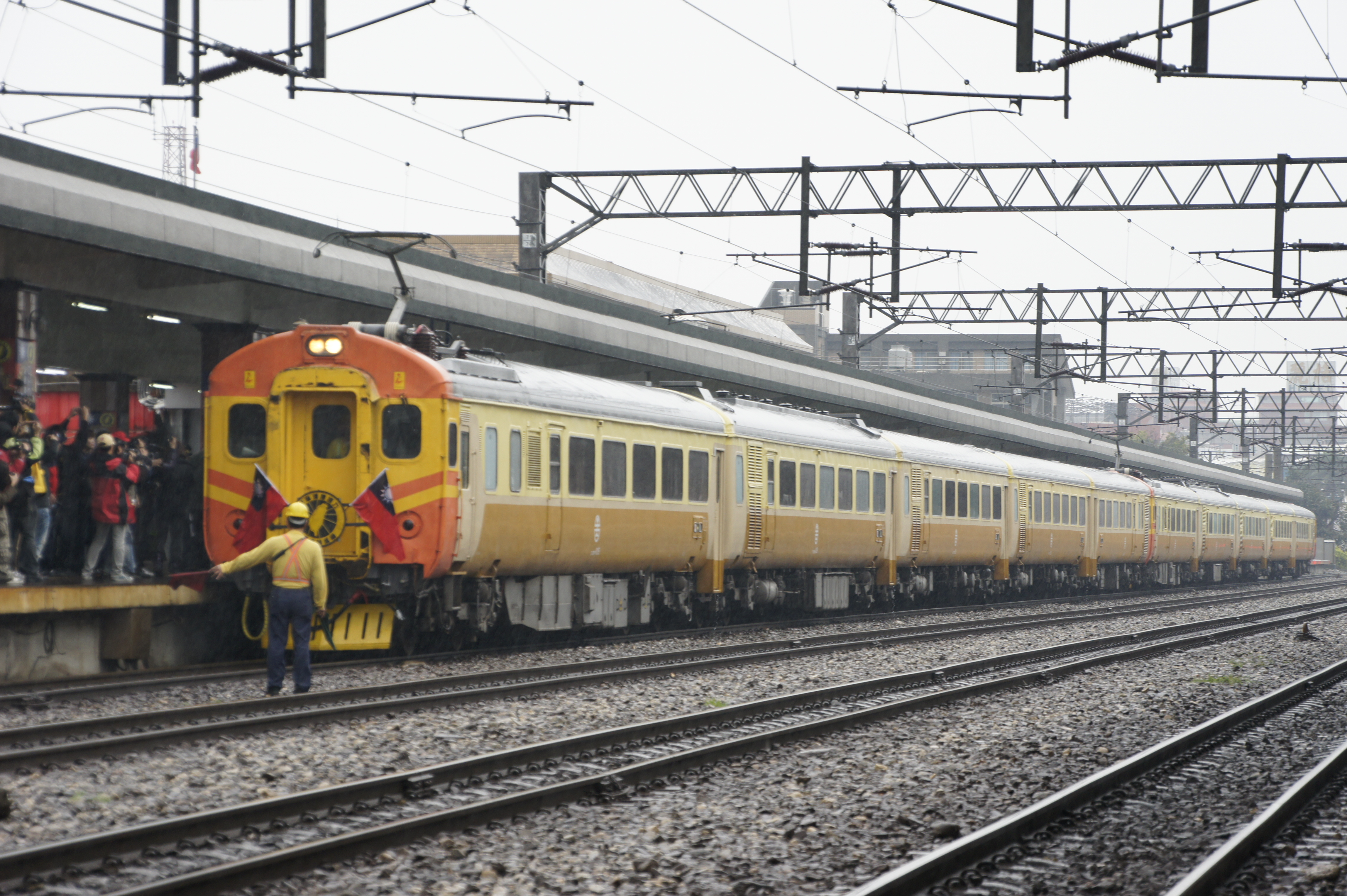
花蓮駅に進入するEMU100型自強号環島接続100周年記念列車

EMU100型は登場後30年と老朽化が進行し、故障頻度も上昇し部品の確保も困難となってきたため、2009年6月16日ダイヤ改正を以って定期営業運転から撤退した。その後もしばらくはEMU300型の予備運用として日曜日のみ七堵-彰化および田中-七堵間の1121、1120次自強号として運用されていた。稀に七堵-斗六駅、斗六-蘇澳駅、蘇澳-樹林駅間の1015、1024、2044次自強号運用されつつ廃車手続きを待つのみであった。
1編成は鉄道文化保存展覧として静態保存が予定され、2009年6月15日嘉義から海線経由七堵行きの1002次自強号として最後の運用に入った。
しかしその後EMU300型の改造工事中の車両不足を理由に、日曜日の七堵-彰化間1121次および田中-七堵間1120次での運用に戻された。しかし2010年7月4日、1121次EMU100型自強号に故障が発生、台湾鉄路管理局は当日の当該自強号をPP自強号に差し替える決定をした。
2010年7月25日、本来は1121、1120次自強号はEMU300型で運転されるはずであったが、故障のためEMU100型が3編成併結の15連に差し替え運用された。これ以降、EMU100型は全車が台北機廠に移され、EMU300型の故障時の代走やなどで不定期運用されることとなる。
同年8月20日、1031次自強号が猴硐駅で故障し、3編成のEMU100が救援した。8月23日，3編成のEMU100型が台湾鉄路管理局E1000型電車運用の1031次自強号で猴硐駅-屏東駅間をシャトル運用された。
また、建国100周年記念の一環として2011年3月10日、3月20日、3月30日に台鉄が開催したリレー列車《火車環島接力─百年車站巡禮》活動で郵輪式列車の一員を務めた。
また、基隆で開催されているラバー・ダック展示イベントに伴い、2013年12月21日から2014年2月8日(土・日曜日のみ)に臨時自強号として基隆駅 - 七堵駅 - 樹林駅間で復活運行されることとなった。これに際して、2013年11月21日に試運転も行われた。
誕生40周年を迎えた2018年には民間鉄道サークル主催の特別列車が7月28日と翌日に南港駅 - 台東駅間で往復運行された。往復2,000元の特別料金にもかかわらず、現役時代には電化されていなかった台東線への初入線となったことで車内だけではなく駅や沿線にも、多くのファンが詰めかけた。往路途中で7号車のモーターが発煙し、補助機関車が後方から支援する形態となったが、無事往復運転を終了した。当該列車には特製ヘッドマークが掲げられた。

### 註釈
1. ↑  時刻表や切符には「自強特快」、「電特快」と表記されることもあった。
2. ↑  自強號追撞貨車　縦貫線嚴重誤點；副標題：十三乘客受重傷送院急救　電子儀器受損須送英檢修。1979/10/2《聯合報》3版
3. ↑  事故当時、この区間は単線であり、列車交換の為に信号所が設置されていた。

## 参考書籍
- 蘇昭旭 (1999年11月10日). “自強號電車EMU100型” (繁體中文). 《台湾鉄路火車百科》. 台北: 人人出版. pp. 60頁－67頁. ISBN 9579801584
- 蘇昭旭 (2009年2月10日). “自強號電車EMU100型” (繁體中文). 《台湾鉄路火車百科》台湾鉄路管理局.高鐵.捷運完整版. 台北: 人人出版. pp. 86頁－91頁. ISBN 9789867112989
- 洪致文 (繁體中文). 《台灣鐵道傳奇》. 台北: 時報出版. ISBN 9571305081
- 中華民国鉄道文化協会 (2012年9月). “RN聚焦:台湾鐵道 注目車輛－英國阿婆的最新現況” (繁體中文). 《鐵道情報 Rail News 209 期》2012年9-10月號. 高雄: 中華民國鐵道文化協會. pp. 48頁